# Юрченко, Наталья Владимировна
Ната́лья Влади́мировна Ю́рченко (в замужестве Склярова; род. 26 января 1965, Норильск, Красноярский край, РСФСР, СССР) — советская гимнастка, неоднократная чемпионка мира и СССР, обладательница Кубка мира. Заслуженный мастер спорта СССР (1983). Впервые выполнила опорный прыжок, вошедший в спортивную гимнастику как «прыжок Юрченко».
В 1999 году с мужем и дочерью переехала в США. В 2012 году открыла в Чикаго школу гимнастики.